# Нил (Лущак)
Нил (в миру Юрий Юрьевич Лущак, укр. Юрій Юрійович Лущак; 22 мая 1973, Ужгород, Украинская ССР) — епископ Русинской грекокатолической церкви, титулярный епископ Фленуклеты, вспомогательный епископ Мукачевской Греко-Католической епархии с 19 ноября 2012 года, член монашеского ордена францисканцев.

## Биография
Юрий Лущак родился 22 мая 1973 года в городе Ужгород. В 1993 году вступил в Ужгородскую духовную семинарию. 2 июля 1996 года Юрий Лущак был рукоположён в священника. Обучался в Папском Урбанианском университете. В 2009 году вступил в монашеский орден францисканцев. После принятия монашеских обетов в 2010 году взял себе имя Нил (в честь Нила Россанского). С 2010 года преподавал философию в Богословской академии имени Теодора Ромжи.
19 ноября 2012 года Римский папа Бенедикт XVI назначил Нила Лущака титулярным епископом Фленуклеты и вспомогательным епископом мукачевской епархии. Хиротонию совершил епископ мукачевский Милан Шашик в сослужении с митрополитом питтсбургским Вильямом Шкурлой и архиепископом Кириллом Василем.
С 20 июля 2020 года — апостольский администратор sede vacante e ad nutum Sanctae Sedis Мукачевской Греко-Католической епархии.